# A lány a vonaton (film)
A lány a vonaton (eredeti cím: The Girl on the Train) 2016-ban bemutatott amerikai thriller Tate Taylor rendezésében. A forgatókönyvet Paula Hawkins azonos című regénye alapján Erin Cressida Wilson írta, a zenéjét Danny Elfman szerezte. A főszerepekben Emily Blunt, Justin Theroux, Rebecca Ferguson és Haley Bennett láthatóak. A mozifilm a DreamWorks SKG, a Reliance Entertainment és a Marc Platt Productions gyártásában készült, az Universal Pictures forgalmazásában jelent meg. Amerikában 2016. október 7-én, Magyarországon 2016. október 6-án mutatták be a mozikban.

## Szereplők
| Szereplő        | Színész          | Magyar hang        |
| --------------- | ---------------- | ------------------ |
| Rachel Watson   | Emily Blunt      | Németh Borbála     |
| Tom Watson      | Justin Theroux   | Kamarás Iván       |
| Megan Hipwell   | Haley Bennett    | F. Nagy Erika      |
| Anna Watson     | Rebecca Ferguson | Törőcsik Franciska |
| Dr. Kamal Abdic | Edgar Ramirez    | Schmied Zoltán     |
| Scott Hipwell   | Luke Evans       | Szabó Máté         |
| Cathy           | Laura Prepon     | Németh Kriszta     |
| Riley           | Allison Janney   | Borbás Gabi        |
| Martha          | Lisa Kudrow      | Nyírő Bea          |
| Gaskill         | Mac Tavares      | Kapácsy Miklós     |